# Vasco Bergamaschi
Vasco Bergamaschi (San Giacomo delle Segnate, 29 de setembre de 1909 - 24 de setembre de 1979) fou un ciclista italià, professional entre 1932 i 1943.
El seu major èxit com a ciclista professional l'aconseguí en guanyar la classificació general del Giro d'Itàlia 1935.
Va participar en dues ocasions al Tour de França, sense brillar a la general de cap d'elles, tot i que aconseguí un triomf parcial en la 13a etapa del Tour de 1935.
Després de retirar-se del ciclisme actiu va continuar lligat al món de la bicicleta treballant com a assessor tècnic.

## Palmarès
- 1930
  - 1r a la Copa Collecchio
  - 1r a la Copa Re
  - 1r a la Volta a Hongria
- 1935
  -  1r al Giro d'Itàlia i vencedor de 2 etapes
  - 1r del Giro del Venetto
  - 1r del Critèrium de Bressana
  - Vencedor d'una etapa al Giro de les 4 Províncies
  - Vencedor d'una etapa al Tour de França
- 1937
  - 1r de la Copa Buttafuochi
  - 1r del Circuit de Nova Ligúria
- 1939
  - 1r de la Copa Federal
  - Vencedor d'una etapa al Giro d'Itàlia
- 1940
  - 1r de la Milà-Mòdena
- 1941
  - Vencedor d'una etapa de la Stafetta del Ventennale

### Resultats al Giro d'Itàlia
- 1932. 36è de la classificació general
- 1933. Abandona
- 1934. Abandona
- 1935. 1r de la classificació general. Vencedor de 2 etapes
- 1936. 8è de la classificació general
- 1937. 18è de la classificació general
- 1939. 23è de la classificació general. Vencedor d'una etapa
- 1940. Abandona

### Resultats al Tour de França
- 1933. 39è de la classificació general
- 1934. Abandona (7a etapa)
- 1935. Abandona (15a etapa). Vencedor d'una etapa
- 1938. 33è de la classificació general